# Strophaeus pentodon
Strophaeus pentodon is een spinnensoort uit de familie Barychelidae. De soort komt voor in Brazilië.